# Vals-les-Bains
Vals-les-Bains is een gemeente in het Franse departement Ardèche (regio Auvergne-Rhône-Alpes). De plaats maakt deel uit van het arrondissement Largentière. Vals-les-Bains telde op 1 januari 2022 3.479 inwoners.  De rivier de Volane stroomt door de gemeente.
Er wordt Vals, een merk van natuurlijk bruiswater, gebotteld. In de gemeente zelf zijn er ook enkele plaatsen waar je het bronwater kunt aftappen.
In de gemeente bevindt zich ook een geiser die 4 keer per dag water spuit.

## Geografie
De oppervlakte van Vals-les-Bains bedroeg op 1 januari 2022 19,2 vierkante kilometer; de bevolkingsdichtheid was toen 181,2 inwoners per km².
De onderstaande kaart toont de ligging van Vals-les-Bains met de belangrijkste infrastructuur en aangrenzende gemeenten.

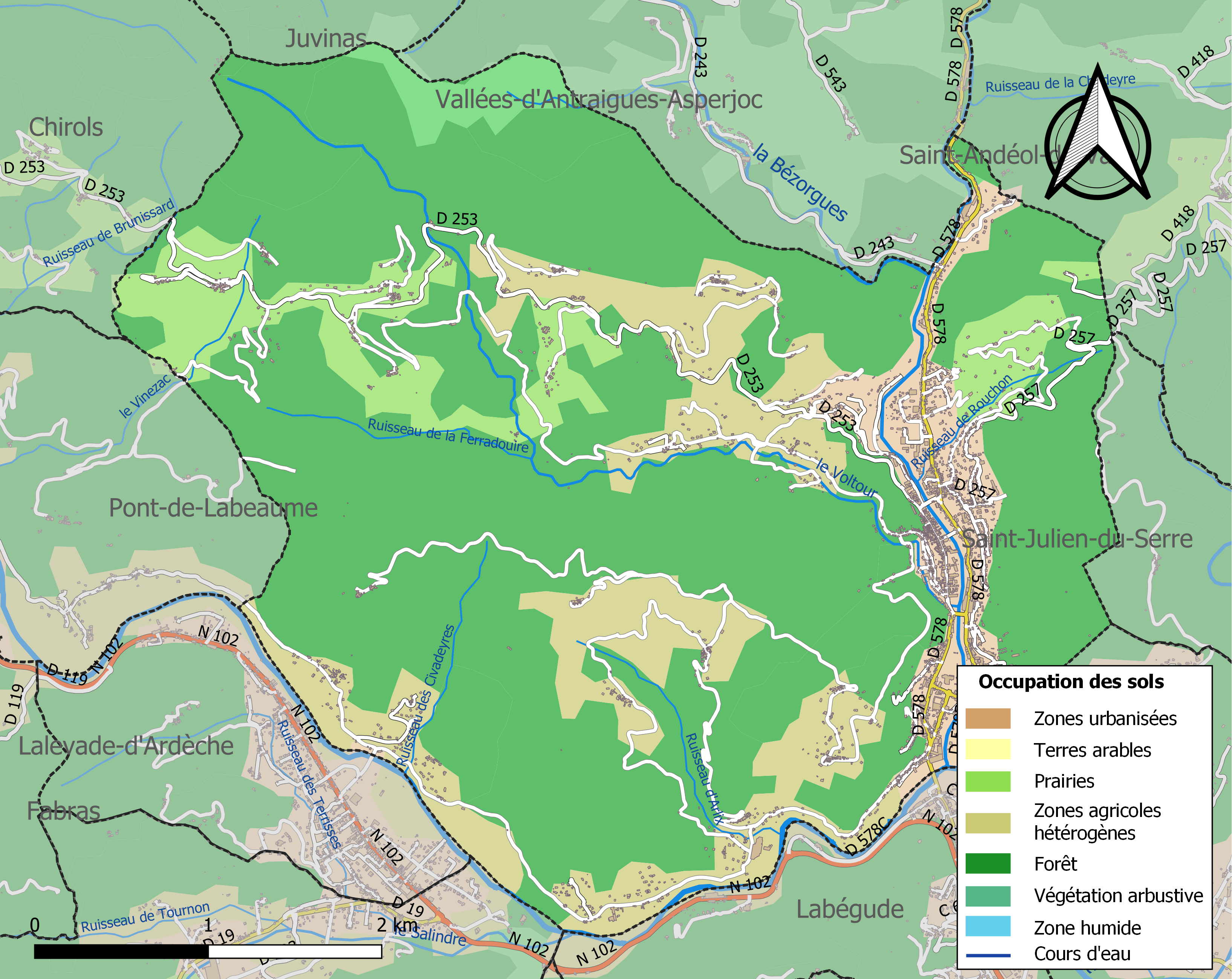

## Demografie
Onderstaande figuur toont het verloop van het inwonertal (bron: INSEE-tellingen).

Vanwege een beveiligingsprobleem met de MediaWiki Graph-software is het momenteel niet mogelijk deze grafiek weer te geven. Zodra de software is bijgewerkt zal de grafiek vanzelf weer zichtbaar worden.

## Sport
Vals-les-Bains was één keer etappeplaats in de wielerkoers Ronde van Frankrijk. In 1966 won de Fransman Raymond Poulidor er een etappe.

## Galerij

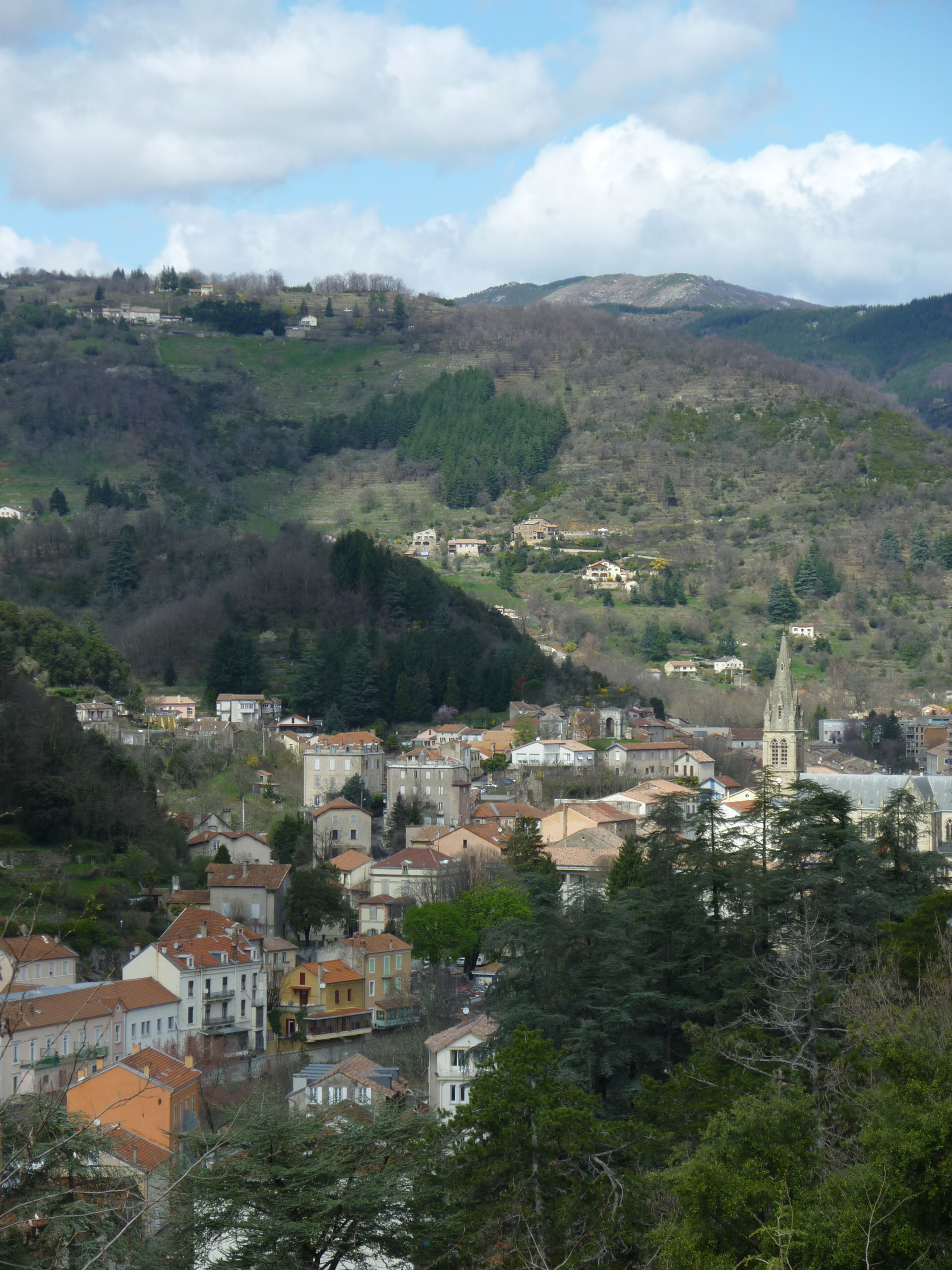
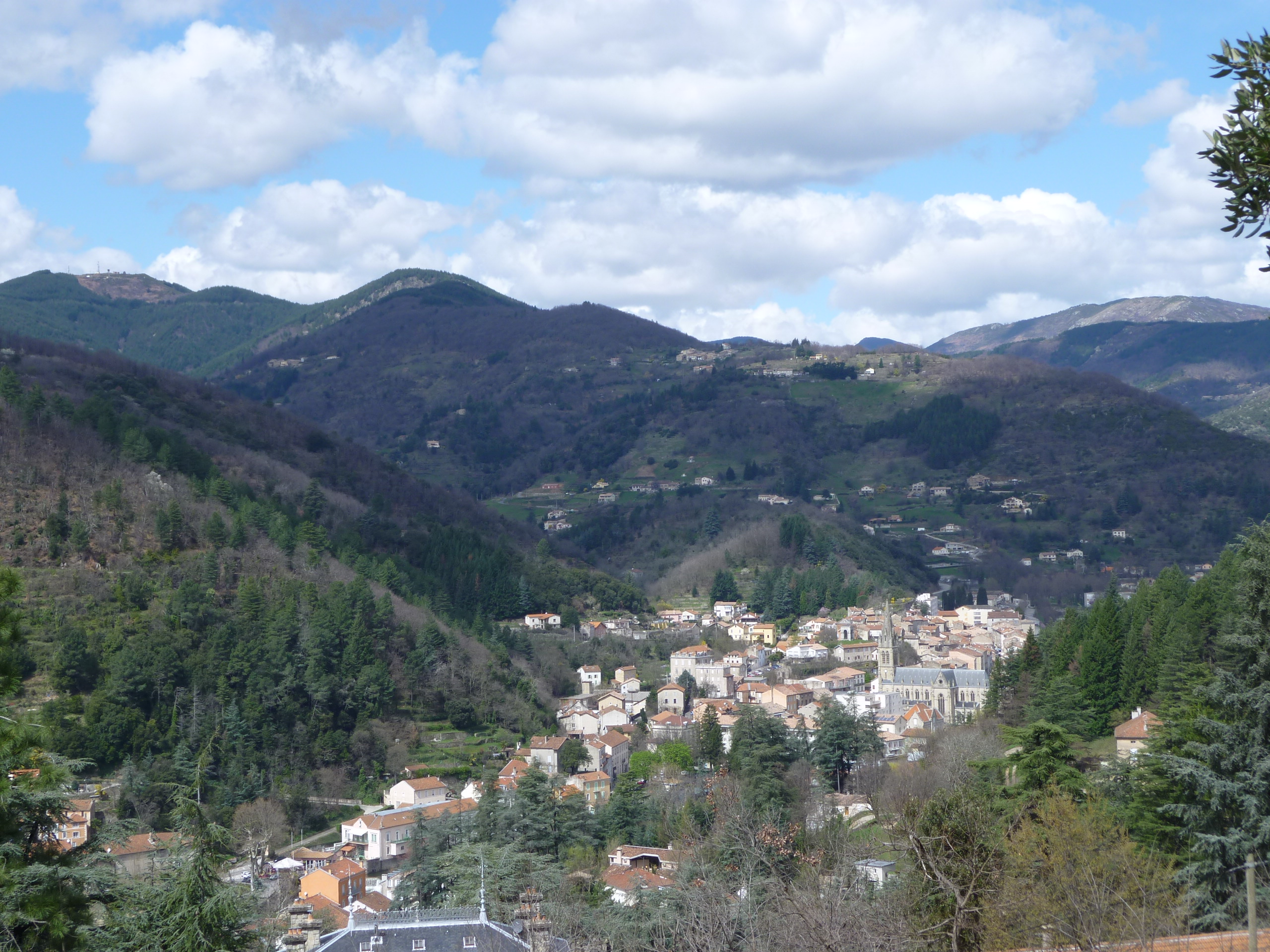
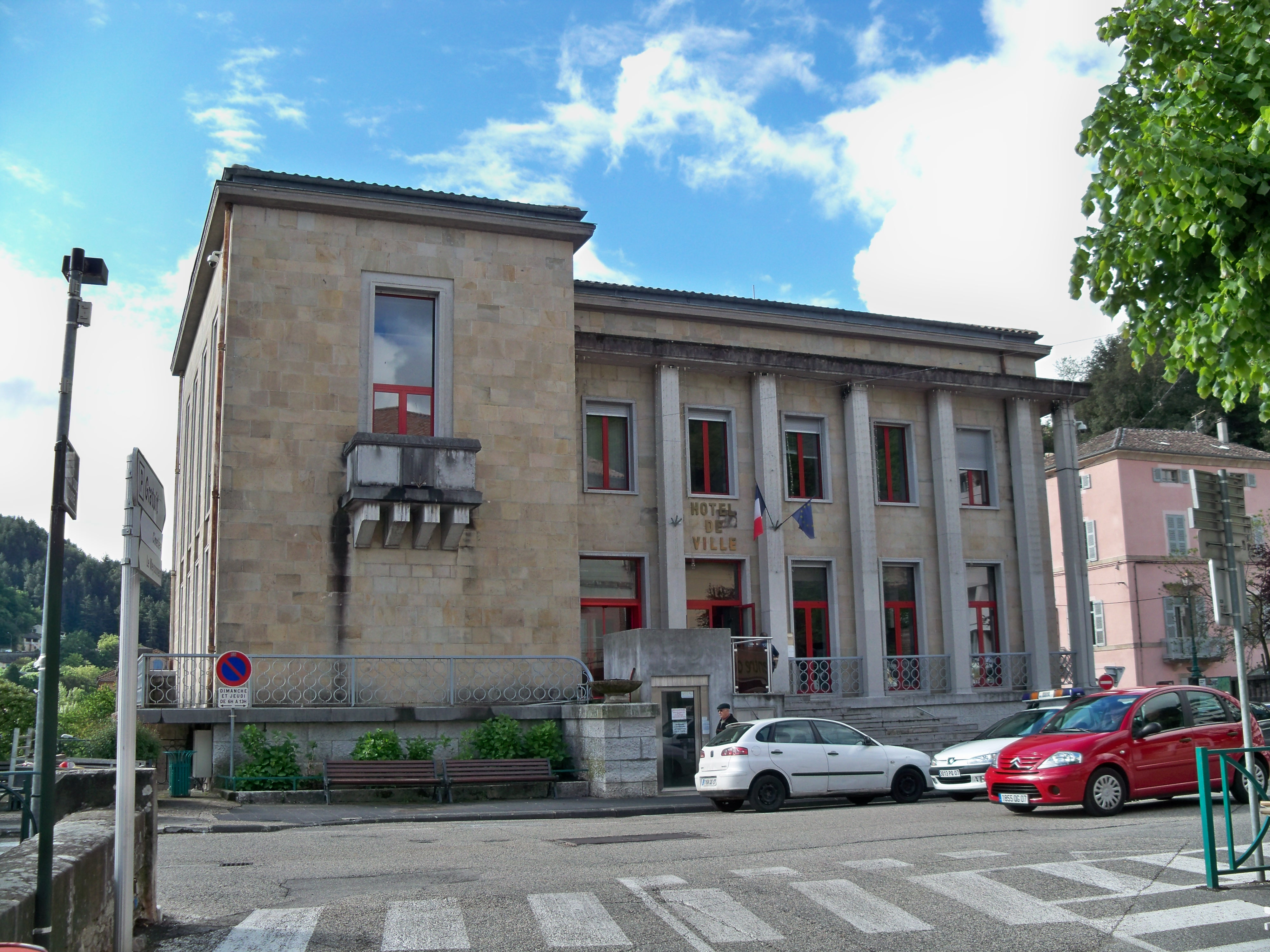
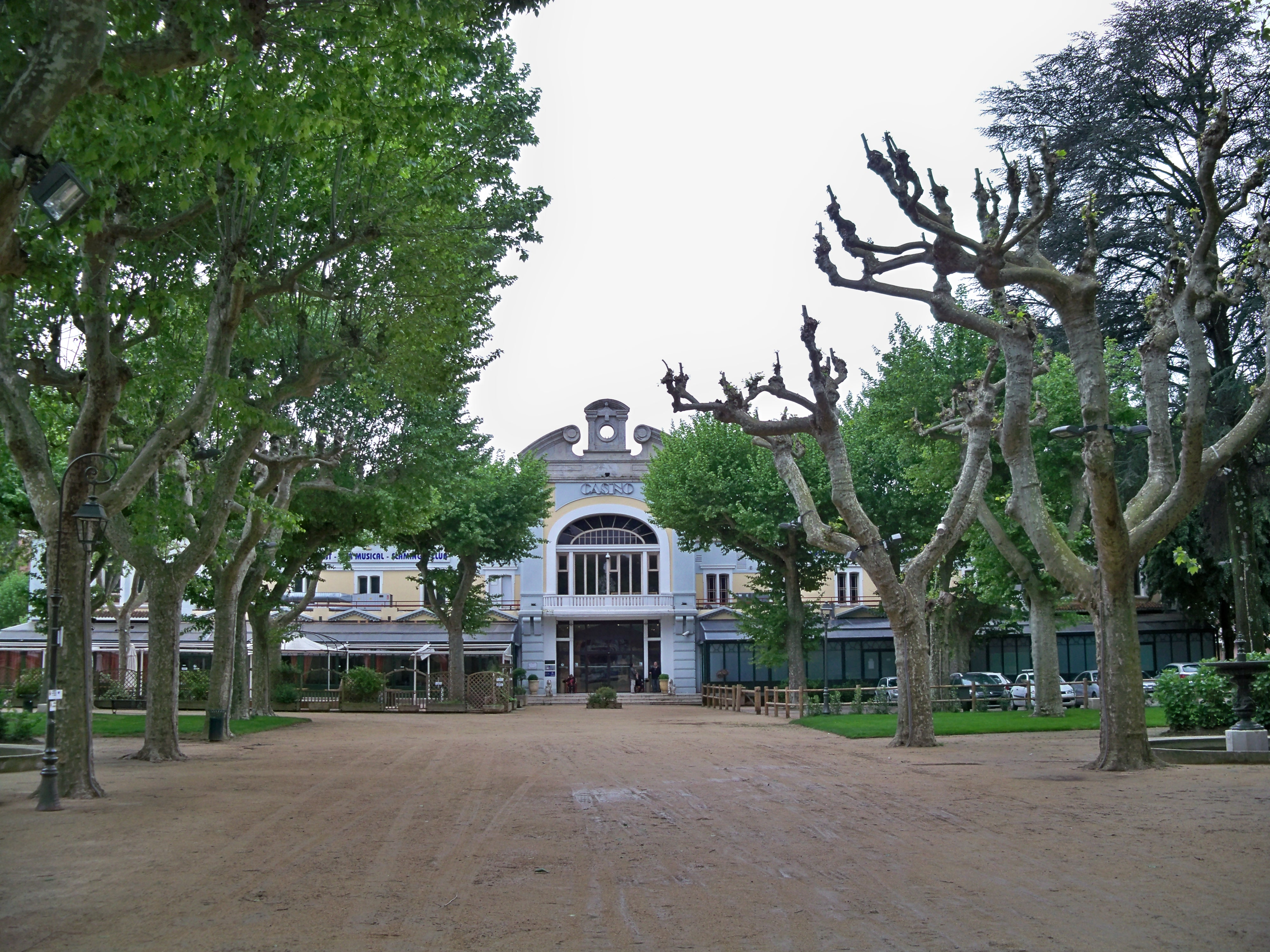
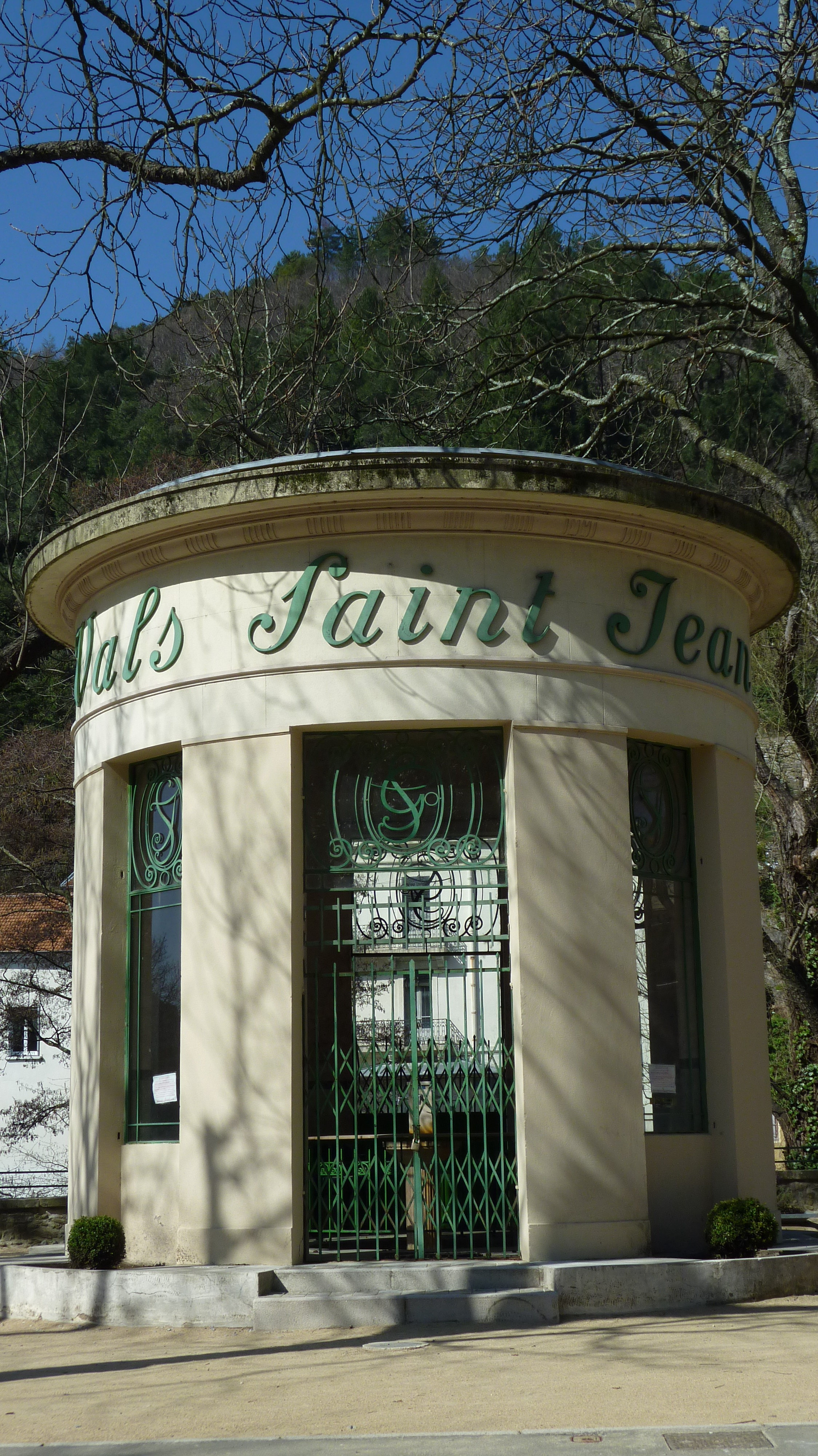